# Inácio José de Alvarenga Peixoto
Inácio José de Alvarenga Peixoto (Rio de Janeiro, 1742 — Ambaca, Angola, 27 de agosto de 1792) foi um advogado e poeta carioca, e um dos principais articuladores da Inconfidência Mineira. Foi detido e julgado por participar desse movimento revolucionário, tendo sido condenado ao degredo perpétuo na África. A Alvarenga Peixoto é atribuída a autoria da inscrição latina na bandeira de Minas Gerais: "Libertas quae sera tamen".

## Biografia
Nascido na cidade do Rio de Janeiro, era filho de Simão Alvarenga Braga e Ângela Micaela da Cunha. Estudou no Colégio dos Jesuítas do Rio de Janeiro, chamado Humberto de Souza Mello. Tendo se transferido para Portugal, onde obteve o Bacharelato, com louvor, em Direito na Universidade de Coimbra. Aí conheceu o poeta Basílio da Gama, de quem se tornou amigo.
No Reino exerceu o cargo de juiz de fora na vila de Sintra. De volta ao Brasil, o de senador pela cidade de São João del-Rei, na capitania de Minas Gerais. Aí também exerceu o cargo de ouvidor da comarca de Rio das Mortes e desposou a poetisa Bárbara Heliodora Guilhermina da Silveira, com quem teve quatro filhos: Maria Ifigênia, José Eleutério, João Damasceno (que posteriormente mudara o nome para João Evangelista) e Tristão de Alvarenga.

## Participação na Inconfidência
Frequentava a então Vila Rica. Deixou a magistratura, ocupando-se da lavoura e mineração na região do sul de Minas Gerais, mais especificamente nas cidades de Campanha e São Gonçalo do Sapucaí, última cidade esta onde despendeu quase toda sua fortuna para a abertura de um canal de cerca de 30 quilômetros para abranger as melhores minas de ouro do arraial e fazer a lavagem das terras.
Foi amigo dos poderosos da época e partilhava com os demais intelectuais de seu tempo idéias libertárias advindas do Iluminismo. Entre essas personalidades destacam-se os poetas Cláudio Manuel da Costa e Tomás Antônio Gonzaga (seu parente), o padre José da Silva e Oliveira Rolim, o militar Joaquim José da Silva Xavier (o "Tiradentes") e Joaquim Silvério dos Reis, que delataria os conjurados. Foi amigo e compadre de João Rodrigues de Macedo, rico contratador de impostos de Vila Rica que ajudou a esposa de Alvarenga Peixoto, Bárbara Heliodora, a pedido desta depois de que a fazenda de Alvarenga Peixoto, a Sesmaria da Boa Vista em São Gonçalo do Sapucaí foi leiloada em praça pública pelo governo em 1795. Macedo arrematou a metade da fazenda se tornando sócio da esposa de Alvarenga.

## Condenação, degredo e morte
Pressionado por dívidas e impostos em atraso, acabou por se envolver na Inconfidência Mineira. Denunciado, detido (prisioneiro na Ilha das Cobras), julgado e condenado, foi deportado para Angola, onde veio a falecer, pouco após sua chegada, vítima de uma febre tropical que à época assolava o local.

## Obras
A sua diminuta obra inscreve-se entre a dos poetas do Arcadismo, e foi recolhida por Rodrigues Lapa. Apresenta alguns dos sonetos mais bem acabados do Arcadismo no Brasil. A temática amorosa foi uma das vertentes da sua poesia, em que também se observa uma postura crítica quanto à sociedade da época.
- A Dona Bárbara Heliodora, poesia
- A Maria Ifigênia, poesia
- Canto Genetlíaco, poesia, 1793
- Estela e Nize, poesia
- Eu Não Lastimo o Próximo Perigo, poesia
- Eu Vi a Linda Jônia, poesia
- Sonho Poético, poesia
- Traduziu para o português a peça teatral Mérope, de Scipione Maffei [3]